# Świstówka Roztocka

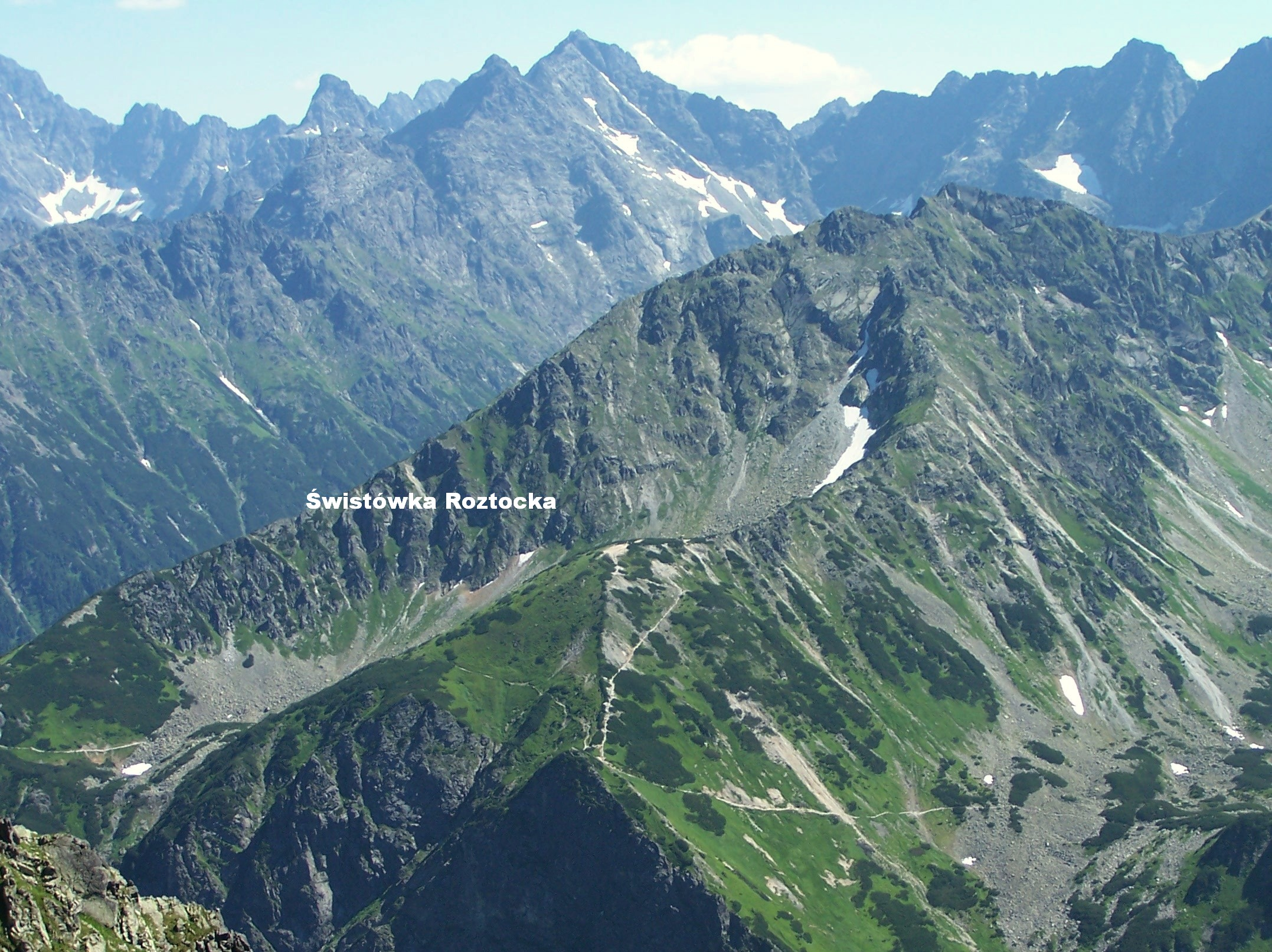
Blick vom Bergpass Krzyżne

Das eiszeitlich durch Gletscher geformte Hängetal Świstówka Roztocka liegt südlich des Bergtals Dolina Roztoki, das wiederum ein Seitental des Tals Dolina Białki ist, in der polnischen Hohen Tatra in der Woiwodschaft Kleinpolen. Es liegt unterhalb der Gipfel Opalony Wierch und Świstowa Czuba und ca. 200 Meter oberhalb des Tals Dolina Roztoki.

## Geographie
Das Tal ist knapp einen Kilometer lang und von über 2100 Meter hohen Bergen umgeben, insbesondere vom Massiv des Opalony Wierch.

## Etymologie
Der Name leitet sich von den hier zahlreich auftretenden Murmeltieren (polnisch: świstak) ab.

## Flora und Fauna
Das Tal liegt oberhalb der Baumgrenze. Das Tal ist Rückzugsgebiet für Gämsen und Murmeltiere.

## Klima
Im Tal herrscht Hochgebirgsklima.

## Tourismus
▬ Durch das Tal führt ein blau markierter Wanderweg von dem Bergsee Meerauge ins Tal Dolina Pięciu Stawów Polskich. Der Verlauf des Wanderwegs wurde im Tal verlegt, nachdem es an dem Bergpass Świstowy Przechód zu zahlreichen tödlichen Unfällen gekommen ist.